# Cue ball

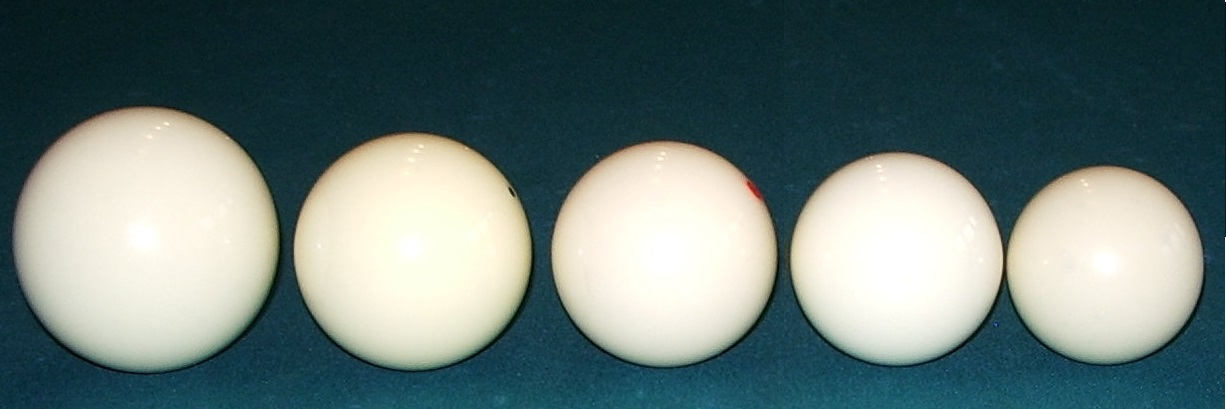
Cue ball

A cue ball, magyarul fehér golyó a biliárdjátékokban és a snookerben használatos, általában ez az a golyó, amelyet a játékos a dákójával meglök, és ez érintkezik a többi színű golyóval, amelyeknek a lyukba kell esniük. A fehér golyó az asztalon kell maradjon, mert ha leesik, büntetést von maga után. Ugyanezen elv alapján a dákóval nem érintheti a játékos a többi, színes golyót, csak a fehér golyó közbeiktatásával.